# 路易吉·孔泰西
路易吉·孔泰西（義大利語：Luigi Contessi，1894年8月14日—1967年2月23日），生于布雷西亚，意大利前男子竞技体操运动员。他曾获得1920年夏季奥运会体操比赛男子团体全能金牌。他于1967年在布雷西亚去世。